# Goirle

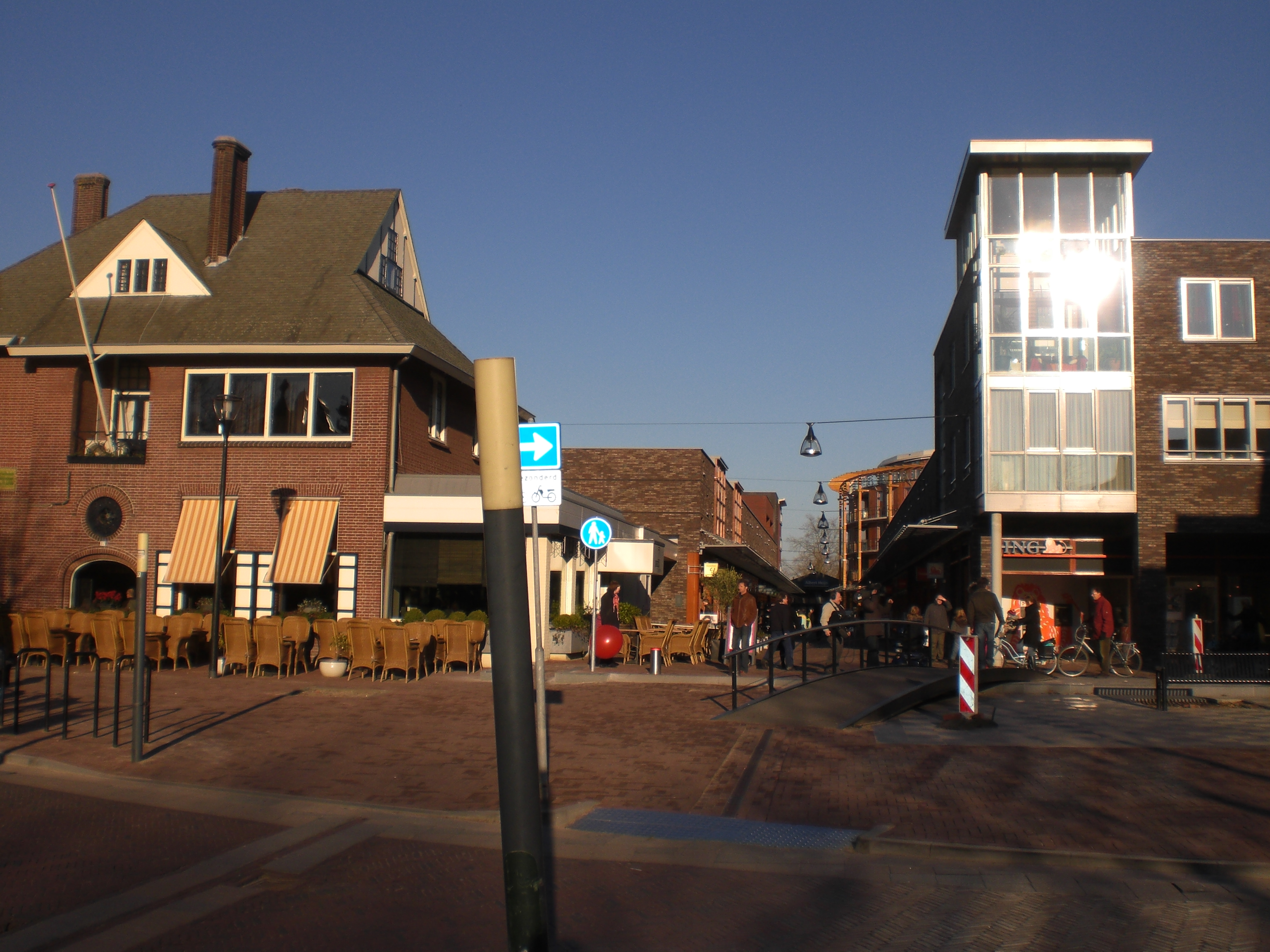
Centrum.

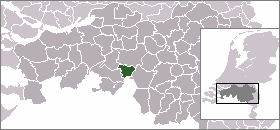
Lägeskarta

Goirle är en kommun i provinsen Noord-Brabant i Nederländerna. Kommunens totala area är 42,24 km² (där 0,20 km² är vatten) och invånarantalet 1 februari 2012 uppgick till 22 822 personer.